# Manvel Gamburyan
Manvel "Manny" Gamburyan (nacido el 8 de mayo de 1981) es un expeleador armenio de artes marciales mixtas que compitió en las categorías de Peso gallo y peso pluma de Ultimate Fighting Championship. Gamburyan apareció en The Ultimate Fighter 5.

## Carrera de artes marciales mixtas

### Retorno a UFC
Gamburyan se enfrentó a Tyson Griffin el 26 de junio de 2011 en UFC on Versus 4. Él perdió la pelea por decisión mayoritaria.
Se esperaba que Gamburyan se enfrentara a Diego Nunes el 24 de septiembre de 2011 en UFC 135, pero se vio obligado a retirarse de la pelea después de sufrir una lesión en el hombro. La pelea tuvo lugar en UFC 141 donde Gamburyan perdió por decisión unánime.
Gamburyan se enfrentó a Michihiro Omigawa el 4 de agosto de 2012 en UFC on Fox 4. Gamburyan derrotó a Omigawa por decisión unánime.
Gamburyan se enfrentó a Cole Miller el 17 de agosto de 2013 en UFC Fight Night 26. Gamburyan ganó la pelea por decisión unánime.
El 28 de diciembre de 2013, Gamburyan se enfrentó a Dennis Siver en UFC 168. Gamburyan perdió la pelea por decisión unánime. Posteriormente, Siver falló un examen de drogas posterior a la pelea en el que dio positivo por sustancias prohibidas. Como resultado, la decisión fue cambiado a un "Sin resultado".
Gamburyan se enfrentó a Nik Lentz el 10 de mayo de 2014 en UFC Fight Night 40. Gamburyan perdió la pelea por decisión unánime.

#### Baja al peso gallo
El 27 de septiembre de 2014, Gamburyan se enfrentó a Cody Gibson en UFC 178. Gamburyan ganó la pelea por sumisión en la segunda ronda.
El 15 de julio de 2015, Gamburyan se enfrentó a Scott Jorgensen en UFC Fight Night 71. Gamburyan ganó la pelea por decisión unánime.
Gamburyan se enfrentó a John Dodson el 16 de abril de 2016 en UFC on Fox 19. Gamburyan perdió la pelea por nocaut técnico en menos de 1 minuto.

## Vida personal
Gamburyan es el primo mayor del veterano peleador de UFC Karo Parisyan.

## Campeonatos y logros
- Ultimate Fighting Championship
  - Finalista de The Ultimate Fighter 5

- World Extreme Cagefighting
  - KO de la Noche (una vez)

## Récord en artes marciales mixtas
| Resultado     | Récord    | Oponente          | Método                            | Evento                                          | Fecha                    | Ronda | Tiempo | Localización                             | Notas |
| ------------- | --------- | ----------------- | --------------------------------- | ----------------------------------------------- | ------------------------ | ----- | ------ | ---------------------------------------- | --- |
| Derrota       | 15–10 (1) | Johnny Eduardo    | TKO (golpes)                      | UFC Fight Night: Bader vs. Nogueira 2           | 19 de noviembre de 2016  | 2     | 0:46   | Sao Paulo, Brasil                        | |
| Derrota       | 15–9 (1)  | John Dodson       | TKO (golpes)                      | UFC on Fox: Teixeira vs. Evans                  | 16 de abril de 2016      | 1     | 0:47   | Tampa, Florida, Estados Unidos           | |
| Victoria      | 15–8 (1)  | Scott Jorgensen   | Decisión (unánime)                | UFC Fight Night: Mir vs. Duffee                 | 15 de julio de 2015      | 3     | 5:00   | San Diego, California, Estados Unidos    | |
| Victoria      | 14–8 (1)  | Cody Gibson       | Sumisión (guillotine choke)       | UFC 178                                         | 27 de septiembre de 2014 | 2     | 4:56   | Las Vegas, Nevada, Estados Unidos        | Debut en peso gallo.                                                                                        |
| Derrota       | 13–8 (1)  | Nik Lentz         | Decisión (unánime)                | UFC Fight Night: Brown vs. Silva                | 10 de mayo de 2014       | 3     | 5:00   | Cincinnati, Ohio, Estados Unidos         | |
| Sin resultado | 13–7 (1)  | Dennis Siver      | Sin resultado                     | UFC 168                                         | 28 de diciembre de 2013  | 3     | 5:00   | Las Vegas, Nevada, Estados Unidos        | Originalmente derrota por decisión unánime; resultado cambiado después de que Siver diera positivo por hCG. |
| Victoria      | 13–7      | Cole Miller       | Decisión (unánime)                | UFC Fight Night: Shogun vs. Sonnen              | 17 de agosto de 2013     | 3     | 5:00   | Boston, Massachusetts, Estados Unidos    | |
| Victoria      | 12–7      | Michihiro Omigawa | Decisión (unánime)                | UFC on Fox: Shogun vs. Vera                     | 4 de agosto de 2012      | 3     | 5:00   | Los Ángeles, California, Estados Unidos  | |
| Derrota       | 11–7      | Diego Nunes       | Decisión (unánime)                | UFC 141                                         | 30 de diciembre de 2011  | 3     | 5:00   | Las Vegas, Nevada, Estados Unidos        | |
| Derrota       | 11–6      | Tyson Griffin     | Decisión (mayoritaria)            | UFC Live: Kongo vs. Barry                       | 26 de junio de 2011      | 3     | 5:00   | Pittsburgh, Pennsylvania, Estados Unidos | |
| Derrota       | 11–5      | José Aldo         | KO (golpes)                       | WEC 51                                          | 30 de septiembre de 2010 | 2     | 1:32   | Broomfield, Colorado, Estados Unidos     | Por el Campeonato de Peso Pluma de WEC.                                                                     |
| Victoria      | 11–4      | Mike Brown        | KO (golpes)                       | WEC 48                                          | 24 de abril de 2010      | 1     | 2:22   | Sacramento, California, Estados Unidos   | KO de la Noche.                                                                                             |
| Victoria      | 10–4      | Leonard García    | Decisión (unánime)                | WEC 44                                          | 18 de noviembre de 2009  | 3     | 5:00   | Las Vegas, Nevada, Estados Unidos        | |
| Victoria      | 9–4       | John Franchi      | Decisión (unánime)                | WEC 41                                          | 7 de junio de 2009       | 3     | 5:00   | Sacramento, California, Estados Unidos   | Debut en peso pluma.                                                                                        |
| Derrota       | 8–4       | Thiago Tavares    | Decisión (unánime)                | UFC 94                                          | 31 de enero de 2009      | 3     | 5:00   | Las Vegas, Nevada, Estados Unidos        | |
| Derrota       | 8–3       | Rob Emerson       | KO (golpes)                       | UFC 87                                          | 9 de agosto de 2008      | 1     | 0:12   | Minneapolis, Minnesota, Estados Unidos   | |
| Victoria      | 8–2       | Jeff Cox          | Sumisión (guillotine choke)       | UFC Fight Night: Florian vs. Lauzon             | 2 de marzo de 2008       | 1     | 1:41   | Broomfield, Colorado, Estados Unidos     | |
| Victoria      | 7–2       | Nate Mohr         | Sumisión (achilles lock)          | UFC 79                                          | 29 de diciembre de 2007  | 1     | 1:31   | Las Vegas, Nevada, Estados Unidos        | |
| Derrota       | 6–2       | Nate Diaz         | TKO (lesión)                      | The Ultimate Fighter 5 Finale                   | 23 de junio de 2007      | 2     | 0:20   | Las Vegas, Nevada, Estados Unidos        | Perdió la final de TUF 5.                                                                                   |
| Victoria      | 6–1       | Sammy Morgan      | Decisión (unánime)                | Reality Submission Fighting: Shooto Challenge 2 | 2 de enero de 2004       | 3     | 5:00   | Belleville, Illinois, Estados Unidos     | |
| Victoria      | 5–1       | Jorge Santiago    | KO (golpe)                        | King of the Cage 27                             | 10 de agosto de 2003     | 1     | 0:21   | San Jacinto, California, Estados Unidos  | |
| Derrota       | 4–1       | Sean Sherk        | Decisión (unánime)                | Reality Submission Fighting 3                   | 30 de marzo de 2001      | 1     | 18:00  | Belleville, Illinois, Estados Unidos     | |
| Victoria      | 4–0       | Pat Benson        | Sumisión (guillotine choke)       | Reality Submission Fighting 2                   | 2 de enero de 2001       | 1     | 2:01   | Belleville, Illinois, Estados Unidos     | |
| Victoria      | 3–0       | Darren Bryant     | Sumisión (heel hook)              | Kage Kombat 14                                  | 5 de marzo de 1999       | 1     | 0:35   | Los Ángeles, California, Estados Unidos  | |
| Victoria      | 2–0       | Timothy Morris    | Sumisión técnica (estrangulación) | Kage Kombat 12                                  | 1 de febrero de 1999     | 1     | 0:16   | Los Ángeles, California, Estados Unidos  | |
| Victoria      | 1–0       | Danny Henderson   | Sumisión (armbar)                 | Kage Kombat 12                                  | 1 de febrero de 1999     | 1     | 0:17   | Los Ángeles, California, Estados Unidos  | |